# Sylvette

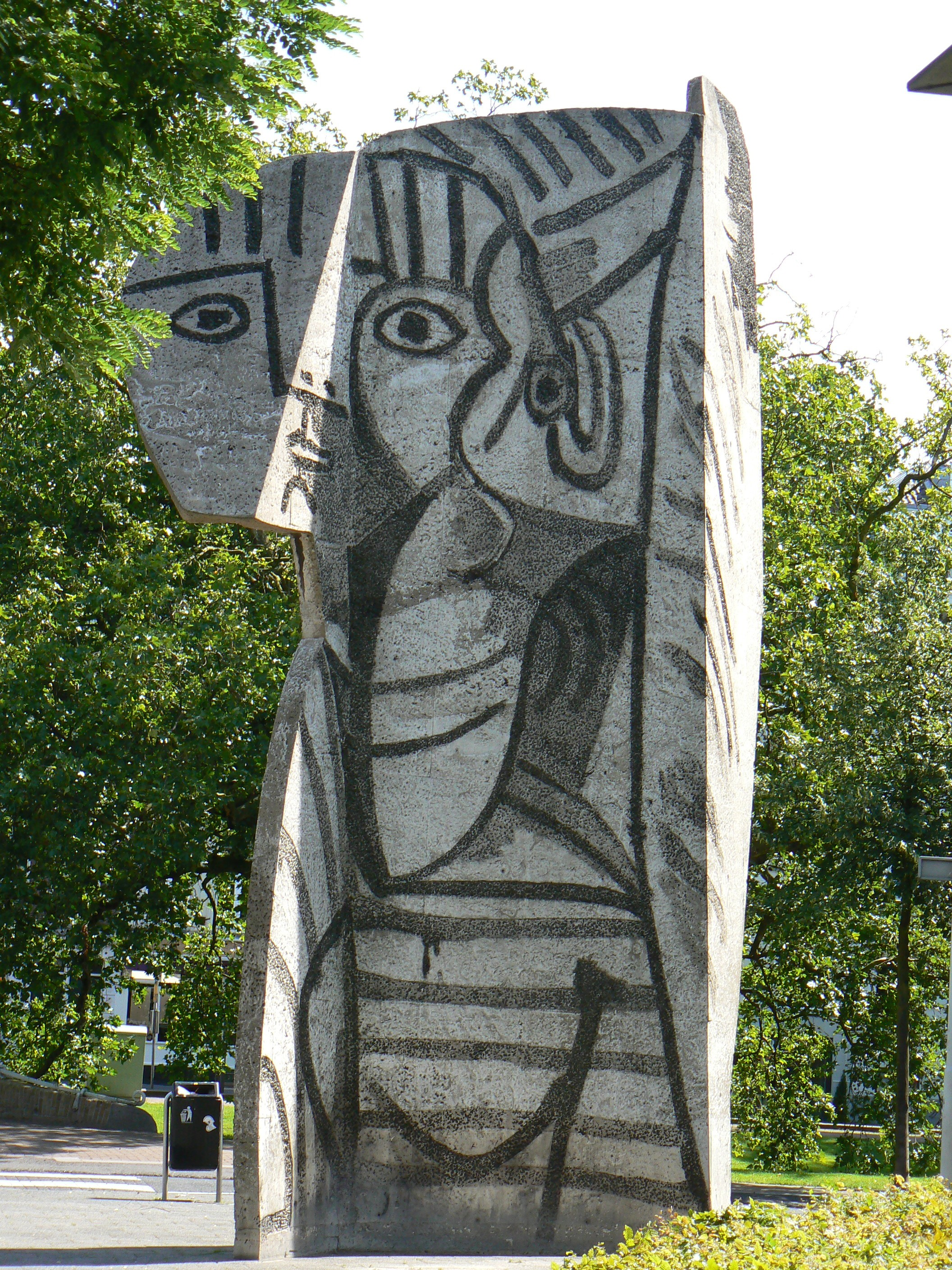
Sylvette en Róterdam.

Sylvette es el título de una pintura del retrato de Pablo Picasso, que muestra una mujer joven con una cola de caballo. El modelo para la pintura, Lydia Sylvette David, también conocido por su nombre de casada Lydia Corbett, era una mujer francesa que, durante el verano de 1953, trabajó en un taller de cerámica cerca de estudio de Picasso en Vallauris. Al encontrarla atractiva, Picasso creó 60 obras inspiradas en ella.
Picasso pinta a la joven de cabello rubio recogido en una cola de caballo y de cuello largo en esos 60 trabajos, entre bocetos sobre papel y óleos en lienzos además de unas 10 esculturas. Para una parte de la crítica de arte, Sylvette fue el nexo que conectaba el clasicismo con la modernidad en la creación de Picasso. Con el pelo en alto y reconvertida en una figura geométrica, cubista conduce a la formulación del último estilo, quizá el más libre del creador. 
En la vida del artista se dice que cada 10 años había un cambio de perro, otro de estilo artístico y otro de mujer. La estancia de Sylvette en Vallauris hizo de bisagra entre Françoise Gilot y Jacqueline Roque, la segunda y última esposa del artista. Françoise se fue con los niños, y Jacqueline ya había entrado en la vida de Picasso para quedarse. Respecto a sus relaciones con Picasso, Corbett asegura que: "él, que ya tenía setenta y pico años, no tenía vínculos sexuales conmigo. Yo estaba con mi novio, con Toby".
El retrato de Sylvette de 2 de mayo de 1954 es uno de los últimos de una larga serie. El nieto de Picasso, Olivier Widmaier Picasso dijo al Chicago Sunday Times en 2004 que Sylvette fue también el tema de la monumental Chicago Picasso, que había sido una cuestión de curiosidad desde que se dio a conocer. Ella dijo que había sido una inspiración para la actriz Brigitte Bardot y la película de Roger Vadim "Y Dios creó a la mujer". En 1998, Barron publica Picasso y la chica con una cola de caballo por Laurence Anholt; un libro para niños en el que una adolescente tímida llamada Sylvette se reúne con Picasso en Vallauris y se convierte en su modelo.
Lydia es ahora una artista y exhibe su trabajo en la Galería de Bellas Artes Fosse, con una exposición llamada 'La chica con la cola de caballo'.